# 3970 Herran
3970 Herran (1979 ME9) là một tiểu hành tinh vành đai chính được phát hiện ngày 28 tháng 6 năm 1979 bởi C. Torres ở Cerro El Roble.